# Alexandre de Württemberg (1804–1881)
Alexandre de Württemberg (em alemão: Alexander Friedrich Wilhelm von Württemberg; Riga, 20 de dezembro de 1804 – Bayreuth, 28 de outubro de 1881), foi um Duque de Württemberg, membro do quinto ramo, conhecido como “linha ducal” da Casa de Württemberg, que perpetua através de seus descendentes até os dias atuais.
Alexandre de Württemberg é o ascendente direto do atual (desde junho de 2022) pretendente ao extinto trono de Württemberg, Guilherme de Württemberg, nascido em 1994.

## Família
Alexandre era o terceiro filho do duque Alexandre de Württemberg e da duquesa Antonieta de Saxe-Coburgo-Saalfeld. Era sobrinha da czarina Maria Feodorovna da Rússia, do rei Frederico I de Württemberg e da duquesa Isabel de Württemberg, esposa do sacro-imperador Francisco I da Áustria. Os seus avós paternos eram Frederico II Eugénio, Duque de Württemberg e a marquesa Frederica de Brandemburgo-Schwedt. Os seus avós maternos eram Francisco, Duque de Saxe-Coburgo-Saalfeld e a duquesa Augusta Reuss-Ebersdorf.

## Casamento
A 17 de outubro de 1837, Alexandre casou-se com a princesa Maria de Orleães, filha do rei Luís Filipe I de França. Tiveram apenas um filho, o duque Filipe de Württemberg. Maria morreu de tuberculose menos de dois anos depois do casamento.

## Sucessão
Alexandre pertencia ao quinto ramo ducal da Casa de Württemberg, que descendia do sétimo filho do duque Frederico II Eugénio. Quando o ramo principal da casa de extinguiu em 1921, o ramo ducal tornou-se o novo ramo principal da casa. Antes dele havia os dois ramos morganáticos que consistiam dos duques de Teck (extintos em linha masculina em 1981) e o ramo dos duques de Urach que, apesar de serem mais antigos, não cumpriam as leis da casa, por isso não tinham direitos de sucessão.
Alexandre é antepassado directo do actual pretendente do ducado de Württemberg, o duque Carlos.